# Theodore Judah
Theodore Dehone Judah (Bridgeport, 4 maart 1826 - New York, 2 november 1863) was een Amerikaans spoorwegingenieur.

## Biografie
Theodore Judah speelde een centrale rol in het ontwerp en de ontwikkeling van de First Transcontinental Railroad. Hij trok tevens investeerders aan voor wat later de Central Pacific Railroad (CPRR) werd. Als hoofdingenieur voerde hij een groot deel van het route-onderzoek uit om het beste traject voor de spoorlijn over de Sierra Nevada te bepalen, die zes jaar na zijn dood werd voltooid.
- Gemeinsame Normdatei: 1047514818
- International Standard Name Identifier: 0000 0000 3459 0898
- Library of Congress Control Number: n85014199
- SNAC: w6ng535x
- Virtual International Authority File: 1429598
- WorldCat: E39PBJfRCXPB4vrTVWTBcCj3cP